# Burnel Okana-Stazi
Burnel Okana-Stazi (* 10. Juli 1983 in Gamboma) ist ein kongolesischer Fußballspieler.

## Karriere

### Verein
Burnel Okana-Stazi spielte bis Juni 2005 bei CS La Mancha in Pointe-Noire in der Republik Kongo. Im Juli 2005 wechselte er in die Ukraine, wo er sich dem Stal Altschewsk aus Altschewsk anschloss. Hier spielte er bis Februar 2008. FK Slawija-Masyr, ein Verein aus Belarus, nahm ihn bis Juni 2009 unter Vertrag. Im Juli 2009 verließ er Masyr und ging wieder zu seinem ehemaligen Verein Stal Altschewsk. Mit dem Club wurde er 2013 Vizemeister der Perscha Liha. Bei Stal spielte er bis Juni 2013. Wo er von Juli 2013 bis Dezember 2014 gespielt hat, ist unbekannt. Im Januar 2015 ging er nach Laos, wo er einen Vertrag beim Lanexang United FC unterschrieb. Der Verein aus der Hauptstadt Vientiane spielte in der ersten Liga, der Lao Premier League. 2017 wechselte er nach Thailand. Ranong United FC nahm ihn unter Vertrag. Der Club aus Ranong spielte in der dritten Liga, der Thai League 3, in der Lower-Region. Mit Ranong wurde er 2019 Vizemeister und stieg somit in die zweite Liga auf. Nach dem Aufstieg verließ er den Club und wechselte 2020 zum Bankhai United FC. Mit dem Club aus Ban Khai spielt er in der vierten Liga, der Thai League 4, in der Eastern Region. Nach dem zweiten Spieltag wurde die Liga unterbrochen. Während der Unterbrechung wurde vom Verband beschlossen, nach Wiederaufnahme der Liga die Thai League 4 und die Thai League 3 zusammenzulegen. Nach Wiederaufnahme spielte er mit Bankhai ebenfalls in der Eastern Zone der dritten Liga. Am Ende der Saison wurde er mit 17 Toren Torschützenkönig der Region. Zu Beginn der Saison 2021/22 unterschrieb er ein Phitsanulok einen Vertrag beim Drittligisten Wat Bot City FC. Mit Wat Bot spielt er in der Northern Region der Liga. Nach einer Saison und 18 Drittligaspielen wechselte er zu Beginn der Saison 2022/23 in den Süden von Thailand. Hier unterschrieb er einen Vertrag beim Young Singh Hatyai United. Mit dem Verein trat er in der Southern Region der Liga an. Nach der Hinrunde, in der er elf Ligaspiele absolvierte und dabei neun Tore schoss, wechselte er im Dezember 2022 zum ebenfalls in der Southern Region spielenden Pattani FC. Für den Verein aus Pattani bestritt er elf Ligaspiele, in denen er sechs Tore erzielte. Im Sommer 2023 ging er nach Ang Thong, wo er einen Vertrag beim in der Western Region spielenden Drittligisten Angthong FC unterschrieb. Für Angthong bestritt er zehn Ligaspiele. Hierbei schoss er fünf Tore. Nach der Hinrunde wechselte er zu seinem ehemaligen Verein Bankhai United. Mit dem Team trat er in der Eastern Region an.  Am Ende der Saison 2023/24 wurde er mit dem Verein Vizemeister der Region. In den Aufstiegsspielen zur zweiten Liga konnte man sich jedoch nicht durchsetzen. Im Sommer 2024 wechselte er in die Southern Region. Hier schloss er sich in Satun dem PT Satun FC an. Nach elf Ligaspielen, in denen er vier Treffer erzielte, wurde sein Vertrag Ende November 2024 nicht verlängert. Im Januar 2025 wechselte er in die Western Region. Hier schloss er sich in Samut Sakhon dem Samut Sakhon City FC an. Am Ende der Saison 2024/25 feierte er mit dem Verein die Meisterschaft der Region.

### Nationalmannschaft
Burnel Okana-Stazi spielte viermal in der Nationalmannschaft der Demokratischen Republik Kongo.

## Erfolge
FC Stal Alchevsk
- Ukrainischer Vizemeister: 2012/13

Ranong United FC
- Thai League 3 - Lower Region: 2019 (Vizemeister)  ▲

Samut Sakhon City FC
- Thai League 3 – West: 2024/25

## Auszeichnungen
Thai League 3 (East)
- Torschützenkönig: 2020/21